# دینز (نیوجرسی)
دینز (به انگلیسی: Deans) یک منطقهٔ مسکونی در ایالات متحده آمریکا است که در نیوجرسی واقع شده‌است. دینز ۲۵٫۹۱ متر بالاتر از سطح دریا واقع شده‌است.